# Ginga (Brasilien)
Der Begriff Ginga wird in Brasilien mittlerweile als Synonym für ein Lebensgefühl verwendet, das die Kunst der Bewegung wertschätzt, sowie das Gefühl für Rhythmus und Freude am Tanz.
Ursprünglich bezeichnet Ginga den Grundschritt eines Kampftanzes, der aus der brasilianische Kampfkunst Capoeira stammt.
Bei der Ginga im Capoeira ist es wichtig, dass die Knie immer etwas angewinkelt bleiben. Die beiden Füße verharren niemals gleichzeitig vorne im Parallelstand, sondern ein Fuß wird immer hinten abgestellt, und verharrt dort kurz im Stand. Dabei wechseln sich die Beine ständig im Takt ab. Wenn beispielsweise gerade der linke Fuß hinten steht, verharrt er kurz hinten im Stand, kommt dann nach vorne neben den rechten Fuß, damit im fliegenden Wechsel sofort der rechte Fuß nach hinten gestellt werden kann. Daraufhin verharrt der rechte Fuß kurz hinten im Stand und kommt dann wieder nach vorne, damit im fliegenden Wechsel sofort der linke Fuß nach hinten gestellt werden kann, der wiederum kurz hinten im Stand verharrt, und so weiter.  Dabei folgt die Bewegung dem Rhythmus der Musik. Zugleich werden die beiden Unterarme abwechselnd schützend vor das Gesicht gehalten: Linker Unterarm vor dem Gesicht und linkes Bein hinten, rechter Unterarm vor dem Gesicht und rechtes Bein hinten, und so weiter.
Der Spielfilm Pelé – Der Film behandelt Ginga als zentrales Thema über die Anfangszeit von Pelé, in der der europäische Fußballspiel das Maß aller Dinge war und die brasilianische Spielweise angelehnt an Ginga ursprünglich verpönt war nach der ersten verlorenen Weltmeisterschaft 1950.
Der Dokumentarfilm „Ginga – Die Seele des brasilianischen Fußballs“ zeigt Porträts brasilianischer Fußballspieler, vom Straßenfußballer bis zum Profi. Porträtiert werden unter anderem Hallenfußballer Falcão und Nationalspieler Robinho.